# Ерл (Арканзас)
Ерл (англ. Earle) — місто (англ. city) в США, в окрузі Кріттенден штату Арканзас. Населення — 1831 особа (2020).

## Географія
Ерл розташований на висоті 63 метри над рівнем моря за координатами 35°16′24″ пн. ш. 90°27′51″ зх. д. / 35.27333° пн. ш. 90.46417° зх. д. (35.273439, -90.464269). За даними Бюро перепису населення США в 2010 році місто мало площу 8,40 км², уся площа — суходіл.

## Демографія
Згідно з переписом 2010 року, у місті мешкало 2414 осіб у 859 домогосподарствах у складі 592 родин. Густота населення становила 287 осіб/км². Було 1013 помешкання (121/км²).
Расовий склад населення:
| - 82,0 % — чорних або афроамериканців - 16,7 % — білих - 0,4 % — азіатів |

До двох чи більше рас належало 0,8 %. Іспаномовні складали 0,7 % від усіх жителів.
За віковим діапазоном населення розподілялося таким чином: 33,8 % — особи молодші 18 років, 54,6 % — особи у віці 18—64 років, 11,6 % — особи у віці 65 років та старші. Медіана віку мешканця становила 30,0 року. На 100 осіб жіночої статі у місті припадало 85,0 чоловіків; на 100 жінок у віці від 18 років та старших — 80,2 чоловіків також старших 18 років.
Середній дохід на одне домашнє господарство становив 35 812 долари США (медіана — 23 098), а середній дохід на одну сім'ю — 40 097 доларів (медіана — 25 921). Медіана доходів становила 30 161 долар для чоловіків та 27 054 долари для жінок. За межею бідності перебувало 42,8 % осіб, у тому числі 58,2 % дітей у віці до 18 років та 13,5 % осіб у віці 65 років та старших.
Цивільне працевлаштоване населення становило 667 осіб. Основні галузі зайнятості: освіта, охорона здоров'я та соціальна допомога — 40,2 %, роздрібна торгівля — 15,3 %, виробництво — 13,6 %.
За даними перепису населення 2000 року в Ерлі проживало 3036 осіб, 727 сімей, налічувалося 1074 домашніх господарств і 1247 житлових будинків. Середня густота населення становила близько 361,4 осіб на один квадратний кілометр. Расовий склад Ерла за даними перепису розподілився таким чином: 23,45 % білих, 75,23 % — чорних або афроамериканців, 0,20 % — корінних американців, 0,43 % — азіатів, 0,59 % — представників змішаних рас, 0,10 % — інших народів. Іспаномовні склали 0,53 % від усіх жителів міста.
З 1074 домашніх господарств в 36,1 % — виховували дітей віком до 18 років, 35,0 % представляли собою подружні пари, які спільно проживали, в 27,7 % сімей жінки проживали без чоловіків, 32,3 % не мали сімей. 29,7 % від загального числа сімей на момент перепису жили самостійно, при цьому 13,5 % склали самотні літні люди у віці 65 років та старше. Середній розмір домашнього господарства склав 2,83 особи, а середній розмір родини — 3,54 особи.
Населення міста за віковим діапазоном за даними перепису 2000 року розподілилося таким чином: 36,6 % — жителі молодше 18 років, 9,4 % — між 18 і 24 роками, 24,0 % — від 25 до 44 років, 17,0 % — від 45 до 64 років і 13,0 % — у віці 65 років та старше. Середній вік мешканця склав 29 років. На кожні 100 жінок в Ерлі припадало 82,6 чоловіків, у віці від 18 років та старше — 74,6 чоловіків також старше 18 років.
Середній дохід на одне домашнє господарство в місті склав 20 344 долара США, а середній дохід на одну сім'ю — 22 775 доларів. При цьому чоловіки мали середній дохід в 12 651 долар США на рік проти 18 011 доларів середньорічного доходу у жінок. Дохід на душу населення в місті склав 13 260 доларів на рік. 40,2 % від усього числа сімей в окрузі і 45,4 % від усієї чисельності населення перебувало на момент перепису населення за межею бідності, при цьому 58,7 % з них були молодші 18 років і 36,6 % — у віці 65 років та старше.

## Відомі уродженці та жителі
- Чарльз Бернард — бізнесмен та колишній політик.